# ياكوب كوسيرا
ياكوب كوسيرا هو لاعب كرة قدم تشيكي في مركز الوسط، ولد في 28 يناير 1997 في برنو في جمهورية التشيك. شارك مع منتخب التشيك تحت 18 سنة لكرة القدم ومنتخب التشيك تحت 19 سنة لكرة القدم. أما مع النوادي، فقد لعب مع زبرويوفكا برنو.

## وصلات خارجية
- ياكوب كوسيرا على موقع قاعدة بيانات كرة القدم.إي يو (الإنجليزية)
- ياكوب كوسيرا على موقع Soccerway.com (الإنجليزية)